# 草酸钬
草酸钬是钬的草酸盐，化学式为Ho2(C2O4)3，存在无水物和水合物。它的十水合物受热分解得到二水合物，继续加热得到无水物，并最终得到氧化钬。它和盐酸反应得到H[Ho(C2O4)2]·6H2O。